# Paneer
Paneer of panir is kaas afkomstig uit India.

## Bereiding
Paneer wordt gemaakt van volle melk. Door toevoeging van een zuur, bijvoorbeeld citroensap of azijn, gaat de melk stremmen. De vaste deeltjes scheiden zich van het water. Er wordt bij de bereiding van deze kaas dus geen gebruik gemaakt van stremsel afkomstig uit de lebmaag van een kalf. Dat maakt dat paneer geschikt is voor lacto-vegetariërs, meer in het bijzonder Indiase hindoes die vanwege hun religie geen runderen mogen eten.

## Traditionele gerechten met paneer
- Saag Paneer - Kaas met spinazie en kruiden.
- Paneer Makhani - Kaas in milde korma saus.
- Paneer Pakora Nawabi - Gefrituurde, mild gekruide kaas.
- Shahi Paneer - romige tomatencurry met kaas.

## Etymologie
Het woord 'paneer' is afgeleid van het Hindi of Perzische panīr, dat 'kaas' betekent.
Ondanks de klankovereenkomst is het woord niet gerelateerd aan 'paneermeel': dat komt van het Latijnse panis > Franse pain (brood).